# Marsac-en-Livradois
 Marsac-en-Livradois  es una población y comuna francesa, situada en la región de Auvernia, departamento de Puy-de-Dôme, en el distrito de Ambert y cantón de Ambert.

## Demografía
| 1633 | 1523 | 1421 | 1291 | 1352 | 1329 |
| Para los censos de 1962 a 1999 la población legal corresponde a la población sin duplicidades (Fuente: INSEE [Consultar]) |      |      |      |      |      |